# 嘘の書
『嘘の書』（うそのしょ、The Book of Lies）は、オカルティストにして魔術の教育者であったアレイスター・クロウリーが書いた散文詩集の形をとった魔術書。最初に出版されたのは1912年か1913年（後述の説明を参照）で、フルタイトルは The Book of Lies, Which is also Falsely Called BREAKS. The Wanderings or Falsifications of the One Thought of Frater Perdurabo, which Thought is itself Untrue. Liber CCCXXXIII （『偽って失言とも称される虚言の書、同志ペルドゥーラーボーの一思考の彷徨（うろつ）き或いは嘘つき、その思想もとよりまことならず。三百三十三之書』）である。クロウリーはこう説明する。「本書は極めて高い重要性を有する諸々の世界にある数多（あまた）のことどもを扱う。「深淵の嬰児」〔の位階に達した者〕向けの公式出版物であるが、きわめて示唆に富んでいるため初心者にも推奨される。」
本書は93章で構成され、各章は1ページ分の文章からなる。最初にひとつの疑問符だけの頁、感嘆符だけの頁があり、続く諸章は詩や儀式、教示、晦渋な暗喩や暗号文を内容としている。各章の主題は一般にその番号およびそれと照応するカバラ的意味によって決定されている。1921年頃、クロウリーは各章について短い注釈を書き、読者のカバラ的解釈に資した。
本書のいくつかの章と写真とはリーラ・ウォドル（Leila Waddell）に関するものである。クロウリーがライラ（Laylah）と呼んだかの女は、かれがこの書物を執筆していた時期、クロウリーにとって重要な緋色の女であり、かれのミューズであった。

## 詳細
タイトル頁にはテニスンからの次のような引用がある。クロウリーがテニスンを引用したのは「面白い」と思ったからである。
Break, break, break

At the foot of thy stones, O Sea!

And I would that I could utter

The thoughts that arise in me! 
砕け、砕け、砕けよ

おまえの岩のたもとに、海よ

声に出して言いたいのに

千々にわき起こるこの思いを
見開きの頁にある表題の説明は「発行者のインプリント〔和書における奥付に相当〕には冗談もなければ隠微な意味もない」という文で結んでいる。これは発行所名を別として扉にあるすべての言葉は拗くれたカバラ的自己説明に終始しているという事実に言及した反語的ジョークのように見えるが、ロバート・アントン・ウィルソンの1977年の著書 Cosmic Trigger I: The Final Secret of the Illuminati によれば、
これは後続の文章についての韜晦的警告であったかもしれないが、実際にはこの本の最初の嘘である。オカルト史家フランシス・キングは、インプリントの日付〔発行年〕は不正確で少なくとも一年ずれていることを慎重に結論づけた。
自伝『アレイスター・クロウリーの告白』の中で、クロウリーは本書によってかれが東方聖堂騎士団 (O.T.O.) 加入に導かれたいきさつを語っている。特別やっかいな一章があったため、かれは「ディオニュソスの力を借りて」昼食か夕食に各章を書いた。相当の刻苦の末にようやく書き果（おお）せたが、それでもその出来に憤懣（ふんまん）やるかたない体（てい）であった。出版されてからさほど経っていないある日、かれは当時O.T.O.（フリーメイソンリーのいくつかの秘密を保持している程度の団体とクロウリーは考えていた）の長であったテオドール・ロイスの訪（おとな）いを受けた。
ロイスの話では、わたしは団の最高機密を知っており、ゆえにわたしが第IX°位階であることを認めないわけにはいかず、それについて義務を負わねばならないという。そんな秘密など知らないとわたしは反論した。「いや、あなたはそれを平明な言葉にして公表している」とかれは言った。そんなはずはない、わたしはそれを知らないのだから、とわたしは言った。かれは書架に歩み寄り、一冊の『嘘の書』を取り出して、非難されたその章の一節を指し示した。それでたちまち閃いた。シンボリズム全体が、フリーメイソンリーだけでなく、他の多くの諸伝統のシンボリズムが、わたしの霊的ヴィジョンのなかで輝きを放った。この瞬間からO.T.O.はわたしの心のなかで本来の重要性を帯びるようになった。わたしは将来の人間の進歩の鍵を手にしていることを理解した。
アレイスター・クロウリーは時に、このことが起こったのは自分が憶えているような形だったはずはない、なにしろ自分がO.T.O.に加入した時は『嘘の書』はまだ世に出ていなかったのだから、と語ることがあった。しかし前述のように、本書は発行日を偽っているとウィルソンは主張している。
これまでに本書を読んだ人々は、この出来事を実際に起こったことと仮定して、秘密が含まれている可能性のあるさまざまな章を挙げている。ウィルソンは第69章「成功する方法、そして卵を吸う方法」（The Way to Succeed—and the Way to Suck Eggs!）を指摘している（suck seed〔種 sperm を吸うこと〕と suck eggs〔卵を吸うこと〕はシックスナインを指している）。一方、クロウリーの著書『魔術のわざについて』（De Arte Magica）は儀式関連の章である第36章「スター・サファイア」を挙げている。

## 第44章「不死鳥のミサ」
第44章の「不死鳥のミサ」という名の儀式は、ロバート・アントン・ウィルソンはじめ多くの実践者によって長年行われてきた。かれはこの儀式による自分の体験を『コスミック・トリガー』の中で述べている。

## 諸版
- 初版限定版、1913年（もしこれが嘘ならばおそらく1912年）
- The Hayden Press 版、デヴォン州イルフラクーム、1962年
- Red Wheel Weiser 版、1970年6月 ISBN 0-87728-018-5
- Weiser Books による復刻版、1986年6月 ISBN 0-87728-516-0

## 註
1. ↑  フランシス・キングの著書の日本語版、山岸映自訳『アレイスター・クロウリーの魔術世界』（国書刊行会、1987年）や長尾豊訳『性魔術の世界』（国書刊行会、1992年）では『虚言の書』（きょげんのしょ）という訳題が与えられている。
2. ↑  "A syllabus of the official instructions of the A.'.A.'..", in The Equinox vol 1 no 10.
3. ↑  Quote in the Foreword to the 1980 edition, p. 5.
4. ↑  Commentary to the Chapter, p. 11.
5. 1 2  Crowley, Aleister (1978). The Book of Lies. New York: Samuel Weiser.
6. ↑  日本語版は武邑光裕訳『コスミック・トリガー』八幡書店
7. ↑  Wilson, Robert Anton. Cosmic Trigger I: The Final Secret of the Illuminati, prologue. ISBN 1-56184-003-3
8. ↑  『アレイスター・クロウリーの魔術世界』と『性魔術の世界』の中では、フランシス・キングはこれを可能性のある有力な説として挙げているだけで、結論を下してはいないように読み取れる。
9. ↑  Crowley, Aleister. The Confessions of Aleister Crowley, pp. 708-709. Penguin, 1989. ISBN 978-0140191899
10. ↑  Letter, Crowley to author J. W. Dunne, n.d., O.T.O. Archives. via Sutin, Do what thou wilt 2002 edition, p. 225.
11. ↑  De Arte Magica section I, "Of Ararat".